# Alaska Pacific University
Alaska Pacific University (APU) är ett litet privat liberal arts college i Anchorage. Universitetet grundades 1957 som Alaska Methodist University. APU hör till Eco League som består av fem små colleges med stark inriktning i psykologi och miljöstudier (Environmental Studies som är besläktat med miljövetenskap men uppfattas som ett eget forskningsområde). I Eco League ingår förutom för APU Green Mountain College, Northland College, Prescott College och College of the Atlantic.

## Kända personer som studerat vid APU
- Kikkan Randall, längdåkare